# آنيلين بريندنورد
آن ليديا «آنيلين» بريندنورد (بالهولندية: Anne Lydia "Annelien" Bredenoord) هي سياسية هولندية من حزب الديمقراطيون 66 ولدت في يوم 1 أغسطس 1979 في مدينة أوترخت. هي حاصلة على شهادة الأستاذية في اللاهوت والعلوم السياسية في جامعة لايدن. هي عضوة في مجلس الشيوخ الهولندي وقائدة الحزب في المجلس.